# Begraafplaats van Biache-Saint-Vaast
De Begraafplaats van Biache-Saint-Vaast is een gemeentelijke begraafplaats in de Franse gemeente Biache-Saint-Vaast in het departement Pas-de-Calais. De begraafplaats ligt aan de noordrand van het dorpscentrum.

## Britse oorlogsgraven
Op de begraafplaats bevindt zich een perk met drie Britse oorlogsgraven uit de Tweede Wereldoorlog. Een graf is niet geïdentificeerd. De graven worden onderhouden door de Commonwealth War Graves Commission. In de CWGC-registers is de begraafplaats opgenomen als Biache-St. Vaast Communal Cemetery. 